# Петряева, Анна Тимофеевна
Анна Тимофеевна Петряева (19 января 1894, Фитинка, Санкт-Петербургская губерния — 15 декабря 1991, Смоленск) — врач-педиатр, заведующая кафедрой педиатрии Смоленского медицинского института в 1945—1970 годах, профессор, заслуженный деятель науки РСФСР.

## Биография
Анна Петряева родилась 19 января 1894 года в деревне Фитинка Наровской волости Ямбургского уезда Санкт-Петербургской губернии (ныне — на территории Кингисеппского района Ленинградской области). В 1919 году окончила Петербургский учительский институт. Работала учителем в городе Балаково. В 1924 году Петряева окончил медицинский факультет Саратовского университета. Работала врачом-педиатром в Архангельске, затем переехала в Смоленск. С 1930 года работала на кафедре педиатрии Смоленского государственного медицинского института, была ассистентом, затем заведующей кафедрой. В начале Великой Отечественной войны Петряева была эвакуирована в Пензу, затем переехала в Ставрополь, где была первой заведующей только что созданной кафедрой педиатрии Ставропольского медицинского института.
После освобождения Смоленска Петряева вернулась на работу в Смоленский медицинский институт. Руководила кафедрой педиатрии до 1970 года. Помимо преподавательской, активно занималась научной деятельностью в области детских заболеваний. Изучала острые и хронические расстройства детского пищеварения, ревматические заболевания детей, гиповитаминозы и авитаминозы. Является автором 90 научных работ и 3 монографий. Среди её учеников — 21 кандидат и 2 доктора медицинских наук. Петряева была инициатором строительства детской клинической больницы в Смоленске и автором её проекта.
Делегат I Всемирного съезда педиатров в Дели.
Умерла 15 декабря 1991 года, похоронена на Польском кладбище Смоленска.
Была награждена орденом Ленина и рядом медалей, знаком «Отличник здравоохранения», Почётной грамотой Верховного Совета РСФСР. Заслуженный деятель науки РСФСР.

## Наиболее известные работы
- «Роль витаминов в педиатрии и их практическое применение» (1948).
- «Туберкулез и ревматизм у детей» (1952).
- «Вскармливание детей разного возраста, острые и хронические расстройства пищеварения и питания у детей» (1961).
- «Как вырастить здорового ребенка?» (1964).
- «Патогенетические основы терапии патологии респираторной системы у детей» (1975). — в качестве редактора сборника статей.